# Die Familie von Herrn Westphal im Wintergarten

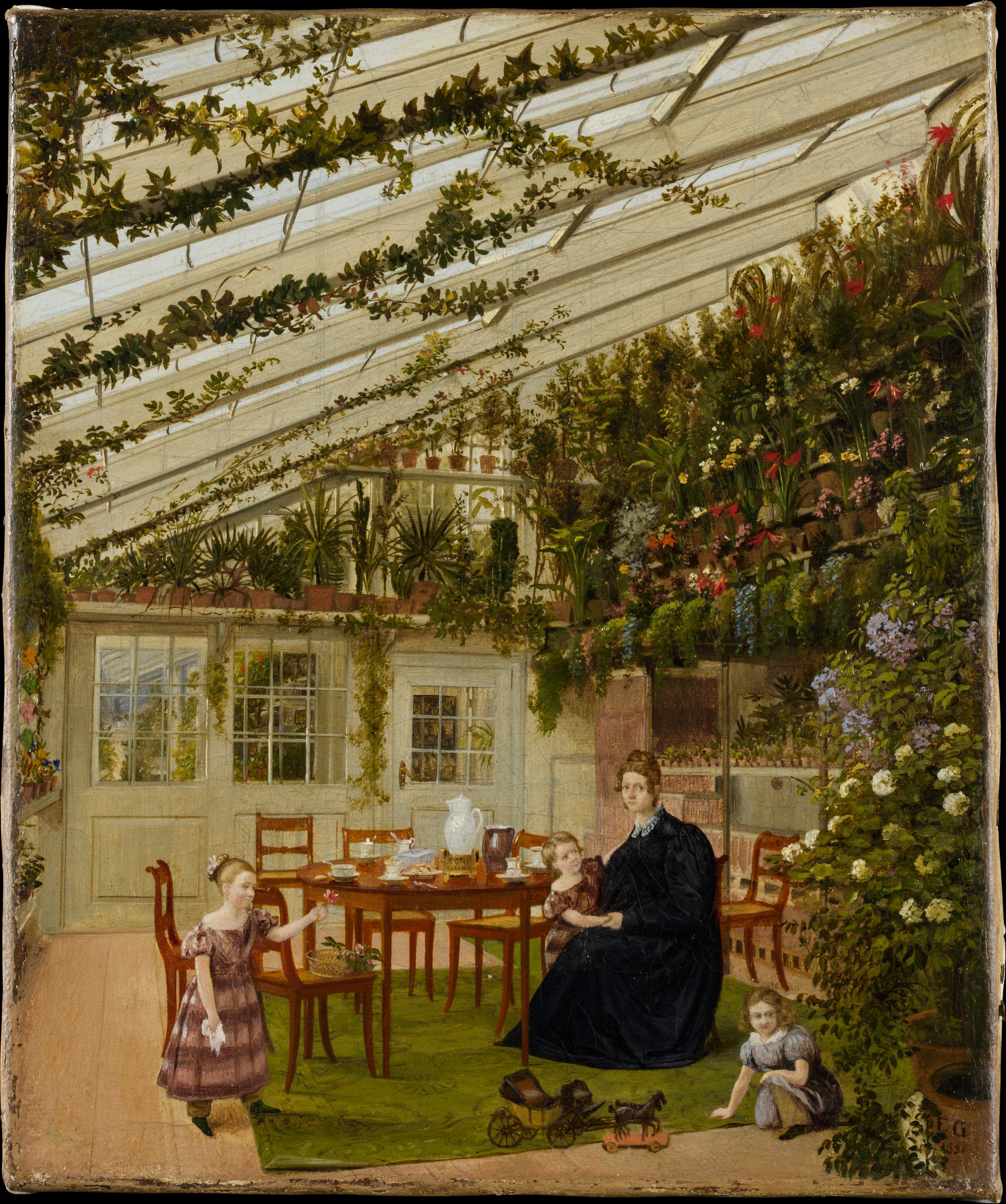
Eduard Gaertner: Die Familie von Herrn Westphal im Wintergarten

Die Familie von Herrn Westphal im Wintergarten ist ein 1836 geschaffenes Zimmerbild von Johann Philipp Eduard Gaertner.  

## Bildbeschreibung und Details
Auf dem Bild ist ein Wintergarten des Kommerzienrats Christian Carl Westphal (1783–1860), eines bedeutenden Wollhändlers in Preußen, zu sehen. Der lichtdurchflutete Bau diente der Familie Westphal als Tagesraum. Christian Carl Westphal war ein leidenschaftlicher Gartenbauer. 
Eduard Gaertner war ein Vedutenmaler des 19. Jahrhunderts; dies ist eine von wenigen Innenszenen, von denen bekannt ist, dass sie von ihm gemalt wurden. Christian Carl Westphal war über einen Zeitraum von vier Jahren Vermieter von Eduard Gaertner in der Alexanderstrasse 22 in Berlin. 
Auf dem Bild sind weitere folgende Personen abgebildet: 
Dorothea Westphal geb. Schulze, Ehefrau von Kommerzienrat Christian Carl Westphal (1783–1860) und bekannte Sängerin. 
Links im Bild Maria Westphal (1831–1896), die älteste Tochter von Dorothea und Christian Carl Westphal. 
Das Bild ist Teil der ständigen Sammlung des Metropolitan Museum of Art in New York City.